# 알리타: 배틀 엔젤
《알리타: 배틀 엔젤》(영어: Alita: Battle Angel)은 미국의 2019년 공상과학 영화이다. 키시로 유키토의 만화 《총몽》을 원작으로 하며, 로버트 로드리게스가 감독을 맡는다. 제작을 맡은 제임스 카메론이 《아바타》 후속 영화를 작업하면서, 영화의 제작과 개봉 일자가 연이어 연기됐다.

## 줄거리
26세기, 기억을 잃은 사이보그 소녀 ‘알리타’의 이야기를 그린 액션 블록버스터

## 출연
- 로사 살라자르 - 알리타 역
- 크리스토프 왈츠 - 다이슨 이드 박사 역
- 키언 존슨 - 휴고 역
- 마허샬라 알리 - 벡터 역
- 제니퍼 코넬리 - 시렌 역
- 잭키 얼 헤일리 - 그레위시카 역
- 에드 스크레인 - 자팡 역
- 에이사 곤살레스 - 니시아나 역
- 미셸 로드리게즈 - 겔다 역
- 라나 콘도르 - 코요미 역
- 캐스퍼 반 디엔 - 아모크 역
- 조지 렌드보그 주니어 - 탄지 역
- 제프 파헤이 - 맥티그 역
- 레너드 우 - 키누바 역
- 마르코 자로 - 아자쿠티 역
- 빌리 블레어 - 크로니 역
- 데릭 미어스 - 로모 역